# Olivera (Name)
Olivera ist die feminine Version des Namens Oliver, ebenso eine Variante von Oliveira.

## Namensträger

### Vorname
- Olivera Injac (* 1972), montenegrinische Hochschullehrerin und Politikerin
- Olivera Jevtić (* 1977), serbische Langstreckenläuferin
- Olivera Jurić (* 1984), bosnische Gewichtheberin
- Olivera Katarina (* 1940), jugoslawische bzw. serbische Schauspielerin und Sängerin
- Olivera Lakić (* 1969), montenegrinische investigative Journalistin
- Olivera Lazarević (* 1373; † nach 1444), Tochter des serbischen Fürsten Lazar
- Olivera Marković (1925–2011), jugoslawisch-serbische Schauspielerin
- Olivera Miljakovic (* 1934), serbisch-österreichische Opernsängerin (Sopran) und Musikpädagogin

### Familienname
- Agustín Olivera (* 1992), uruguayischer Fußballspieler
- Ana Olivera (* 1953), uruguayische Politikerin
- Bernardo Olivera (* 1943), argentinischer Geistlicher, Trappist und Abt
- Bryan Olivera (* 1994), uruguayischer Fußballspieler
- César Olivera (* 1964), uruguayischer Fußballspieler und -trainer
- Cipriano Olivera (1894–1985), uruguayischer Politiker
- Eduardo Olivera (Politiker) (1827–1910), argentinischer Politiker
- Eduardo Olivera (Moderner Fünfkämpfer) (* 1945), mexikanischer Moderner Fünfkämpfer
- Enrique Olivera († 2014), argentinischer Politiker
- Érika Olivera (* 1976), chilenische Langstreckenläuferin
- Félix Olivera, uruguayischer Politiker
- Fernando Olivera (* 1958), peruanischer Politiker
- Héctor Olivera (Regisseur) (* 1931), argentinischer Filmregisseur
- Héctor Olivera (Baseballspieler) (* 1985), kubanischer Baseballspieler
- Jeremías Olivera, uruguayischer Politiker
- José Olivera Ubios, uruguayischer Politiker
- Juan Manuel Olivera (* 1981), uruguayischer Fußballspieler
- Julio H. G. Olivera (1929–2016), argentinischer Wirtschaftswissenschaftler und Hochschullehrer
- Lauro A. Olivera, uruguayischer Politiker
- Lucas De Olivera (* 1996), uruguayischer Fußballspieler
- Mathías Olivera (* 1997), uruguayischer Fußballspieler
- Maximiliano Olivera (* 1992), uruguayischer Fußballspieler
- Michael Olivera (um 1984), kubanischer Jazzmusiker
- Miguel Olivera (Fußballspieler), uruguayischer Fußballspieler
- Miguel Olivera (Leichtathlet) (* 1946), kubanischer Leichtathlet
- Nicolás Olivera (Fußballspieler, 1978) (Andrés Nicolás Olivera; * 1978), uruguayischer Fußballspieler
- Nicolás Olivera (Fußballspieler, 1993) (Luis Nicolás Olivera Moreira; * 1993), uruguayischer Fußballspieler
- Oscar Olivera (Moderner Fünfkämpfer), uruguayischer Moderner Fünfkämpfer
- Oscar Olivera (Gewerkschafter) (* 1955), bolivianischer Gewerkschaftsführer
- Pablo Olivera (* 1987), uruguayischer Fußballspieler
- Ricardo Olivera, argentinischer Diplomat
- Rodrigo de Olivera (* 1994), uruguayischer Fußballspieler
- Rubén Olivera (* 1983), uruguayischer Fußballspieler
- Santiago Olivera (* 1959), argentinischer Geistlicher, Militärbischof von Argentinien
- Silvana Olivera (* 1984), argentinische Volleyballspielerin
- Valentín Olivera Ortuz, uruguayischer Politiker
- Vicente Olivera (* 1988), uruguayischer Fußballspieler
- Walter Olivera (* 1952), uruguayischer Fußballspieler
- Washington Olivera (* 1954), uruguayischer Fußballspieler